# زنبق کومائون
زنبق کومائون (نام علمی: Iris kemaonensis) نام یک گونه از سرده زنبق است.